# New Philadelphia (Pensilvânia)
New Philadelphia é um distrito localizado no estado norte-americano de Pensilvânia, no Condado de Schuylkill.

## Demografia
Segundo o Censo dos Estados Unidos de 2010, a sua população era de 1085 habitantes. No Censo dos Estados Unidos de 2020, a sua população era de 1057 habitantes. Em 2022, foi estimada uma população de 1059 habitantes, um acréscimo de 2 (0.1%).

## Geografia
De acordo com o United States Census Bureau tem uma área de
3,9 km², dos quais 3,9 km² cobertos por terra e 0,0 km² cobertos por água.

## Localidades na vizinhança
O diagrama seguinte representa as localidades num raio de 8 km ao redor de New Philadelphia.